# Amt Nordstormarn
Het Amt Nordstormarn is een Amt in de Duitse deelstaat Sleeswijk-Holstein. Het omvat twaalf gemeenten in de Kreis Stormarn. Het bestuur voor het Amt is gevestigd in de stad Reinfeld, die zelf echter geen deel uitmaakt van het Amt. 

## Deelnemende gemeenten
1. Badendorf
2. Barnitz
3. Feldhorst
4. Hamberge
5. Heidekamp
6. Heilshoop
7. Klein Wesenberg
8. Mönkhagen
9. Rehhorst
10. Wesenberg
11. Westerau
12. Zarpen